# Tre piger fra Jylland
Tre piger fra Jylland er en dansk film fra 1957, instrueret af Annelise Reenberg, der også har skrevet manuskript med Paul Sarauw og John Olsen.

## Medvirkende
- Birgit Sadolin
- Ulla Lock
- Annemette Svendsen
- Kjeld Jacobsen
- John Wittig
- Gunnar Lauring
- Ebbe Langberg
- Emil Hass Christensen
- Clara Østø
- Helge Kjærulff-Schmidt
- Knud Heglund
- Svend Methling
- Inger Lassen
- Poul Müller
- Paul Hagen
- Bjørn Puggaard-Müller
- Karl Stegger
- Henry Nielsen
- Asbjørn Andersen
- Tavs Neiiendam
- William Rosenberg
- Anna Henriques-Nielsen
- Else Petersen
- Kirsten Walther